# Gymnázium Voděradská

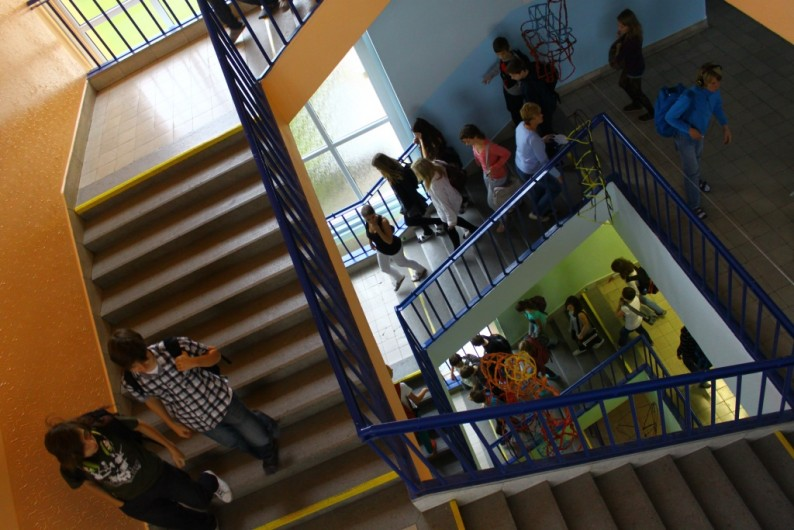
Hlavní schodiště Gymnázia Voděradská

Gymnázium Voděradská (zkratka GymVod) je pražské gymnázium. Nabízí čtyřleté, šestileté a osmileté všeobecně zaměřené studium. Gymnázium má dlouholetou tradici. Sídlí v rozsáhlé budově č. p. 900, která se nachází mezi ulicemi Voděradská, Dubečská a Krupská a kterou sdílely či sdílejí například Střední zdravotnická škola a Vyšší zdravotnická škola, základní škola Dubečská či Metropolitní univerzita Praha, o.p.s. a sportovní klub MUP.

## Historie
Škola byla založena roku 1934 místní školní radou v Praze-Strašnicích a v letech 1935–1942 působila jako obecná škola, roku 1943[zdroj?] bylo přistavěno další křídlo pro měšťanskou školu. V roce 1953 byly obě školy sloučeny do jedenáctileté střední školy. V roce 1959 byla budova rozšířena o další křídlo. Od školního roku 1967/1968 byla škola čtyřletým gymnáziem označovaným jako Gymnázium Voděradská, ve východním křídle působila ZDŠ a ZŠ Dubečská. Po roce 1993 gymnázium zavádělo šestiletý gymnazijní cyklus, od nějž poté zase ustoupilo. Dne 19. listopadu 1997 ministerstvo školství změnilo školu na čtyřleté a osmileté gymnázium, od 1. listopadu 2001 pro školní rok 2002/2003 přijímala škola vedle toho i do obnoveného šestiletého cyklu studia.

## Vybavení školy
Ve škole nalezneme mnoho učeben, všechny jsou vybaveny počítačem pro učitele a všechny učebny vyjma AJ4 a NJ3 jsou vybaveny dataprojektorem s magnetickou nebo interaktivní tabulí. Od roku 2021 jsou pouze 4 učebny vybaveny křídovou tabulí (Těmi jsou NJ3, VV1, HV1 a VV2). Kromě standardních učeben se ve škole nachází také několik specializovaných laboratoří pro výuku fyziky, biologie, chemie, či výpočetní techniky. Od roku 2005 ve škole funguje Wi-Fi síť poskytovaná firmou Vodafone. Pro žáky jsou zde k dispozici také dvě tělocvičny, posilovna, jídelna či bufet. Bufet byl uzavřen ve školním roce 2017/2018 kvůli tzv. pamlskové vyhlášce, ale byl znovuotevřen pod společností Refresh Bistro ve školním roce 2019/20.

## Akce školy
Škola pro své studenty pravidelně pořádá lyžařské a sportovní výcviky a výjezdy do zahraničí. V prosinci je pořádána pravidelná dobročinná akademie, jejíž výtěžek je věnován Centru Paraple. V červnu je na školní zahradě pořádána Zahradní slavnost.
V letech 2012 a 2013 byl studenty gymnázia pořádán hudební festival s názvem GymVod Fest. Tato tradice byla v roce 2022 oživena současnými studenty.

## Absolventi
Mezi známé absolventy školy patří:[zdroj⁠?!]
- Zdeněk Svěrák[2]
- Mgr. Jan Ruml[2]
- Jiří Menzel
- Ing. Jaromír Štětina[9]
- Jitka Asterová
- Boris Šťastný[10]
- Mgr. Pavel Dobeš[11]
- MgA. Ladislav Provaan
- Milan Peroutka[4]
- prof. Ing. Stanislava Hronová (roz. Pohanová), CSc., dr.h.c.
- Petr Vondráček